# Троарн
Троа́рн (фр. Troarn) — коммуна во Франции, находится в регионе Нормандия, департамент Кальвадос, округ Кан, центр кантона Троарн. Расположена в 17 км к востоку от Кана. Через территорию коммуны проходит автомагистраль А13 "Нормандия". 
1 января 2017 года коммуна Троарн вошла в состав новой коммуны Салин, ставшей центром кантона Троарн, но 28 декабря 2018 года административный суд Кана отменил постановление префектуры от 29 июля 2016 года о создании коммуны Салин с вступлением в силу 31 декабря 2019 года. 
Население (2018) — 3 481 человек. 

## Достопримечательности
- Бывшее аббатство Сен-Мартен XI—XIII веков в готическом стиле
- Церковь Сен-Круа (Святого Креста, Sainte-Croix) 1890 года в неороманском стиле

## Экономика
Структура занятости населения:
- сельское хозяйство — 0,0 %
- промышленность — 18,3 %
- строительство — 8,2 %
- торговля, транспорт и сфера услуг — 29,4 %
- государственные и муниципальные службы — 44,1 %.

Уровень безработицы (2017) — 9,6 % (Франция в целом —  13,4 %, департамент Кальвадос — 12,5 %). 

Среднегодовой доход на 1 человека, евро (2018) — 22 220 (Франция в целом — 21 730, департамент Кальвадос — 21 490).

## Демография
Динамика численности населения, чел.

## Администрация
Пост мэра Троарна с 2020 года занимает Кристиан Ле Ба (Christian Le Bas). На муниципальных выборах 2020 года возглавляемый им независимый список победил в 1-м туре, получив 54,09 % голосов.
| Период | Период | Фамилия           | Партия                                                   | Примечания                                       |
| ------ | ------ | ----------------- | -------------------------------------------------------- | ------------------------------------------------ |
| 1965   | 2001   | Жак Ришом         | Союз за французскую демократию                           | нотариус, депутат Национального собрания Франции |
| 2001   | 2013   | Доминик Лефрансуа | Союз за французскую демократию Союз за народное движение | член Регионального совета Верхней Нормандии      |
| 2013   | 2014   | Серж Лемор        |                                                          | пенсионер                                        |
| 2014   | 2018   | Кристоф Лемаршан  | Разные левые                                             | работник нефтяной отрасли                        |
| 2018   | 2019   | Морис Летрезор    |                                                          | пенсионер (мэр-делегат)                          |
| 2020   |        | Кристиан Ле Ба    |                                                          | руководитель предприятия, мэр Салина (2018-2019) |

## Города-побратимы
- Силли, Бельгия
- Чудли, Великобритания
- Роттендорф, Германия

## Галерея

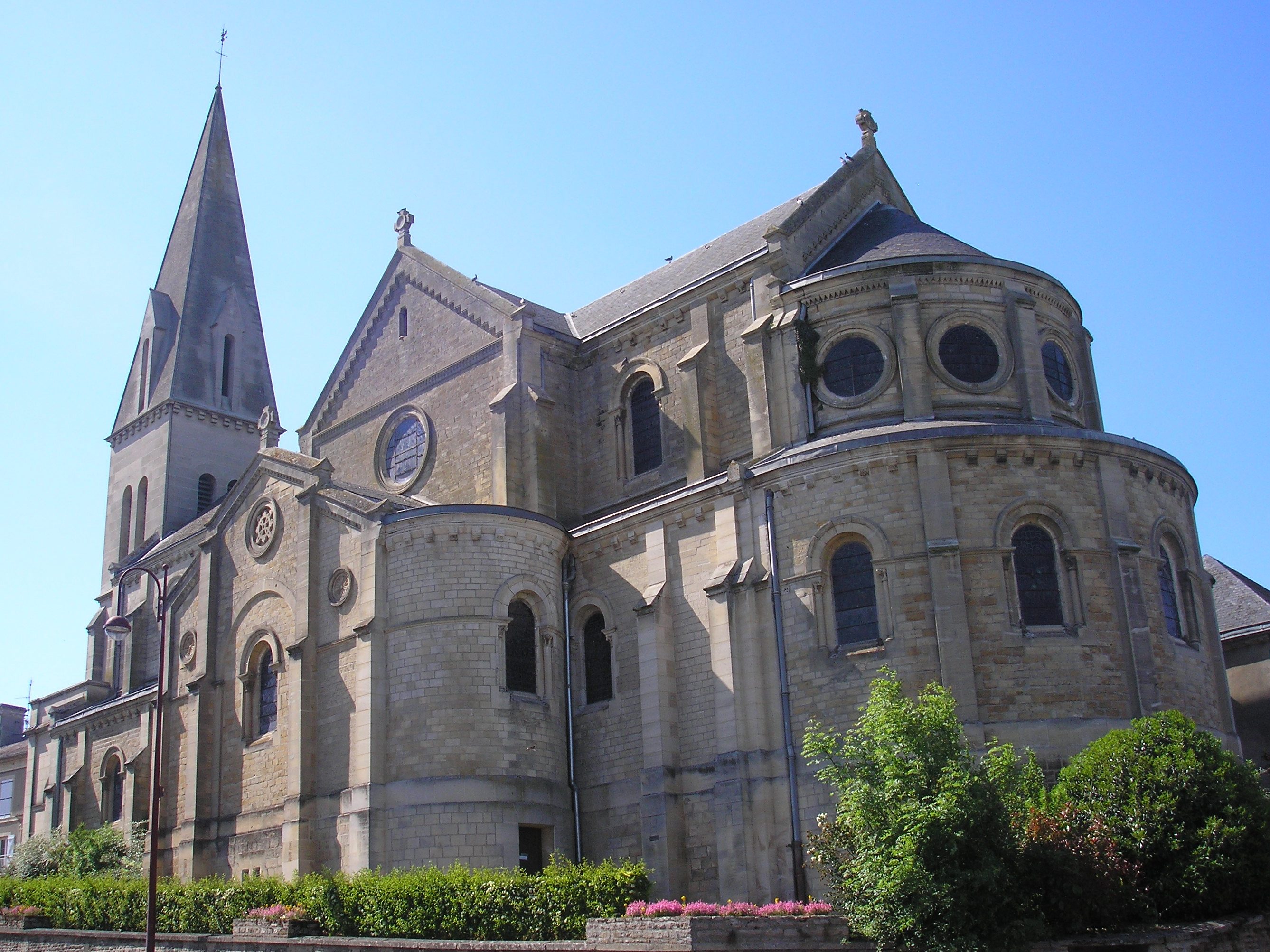
Церковь Сен-Круа
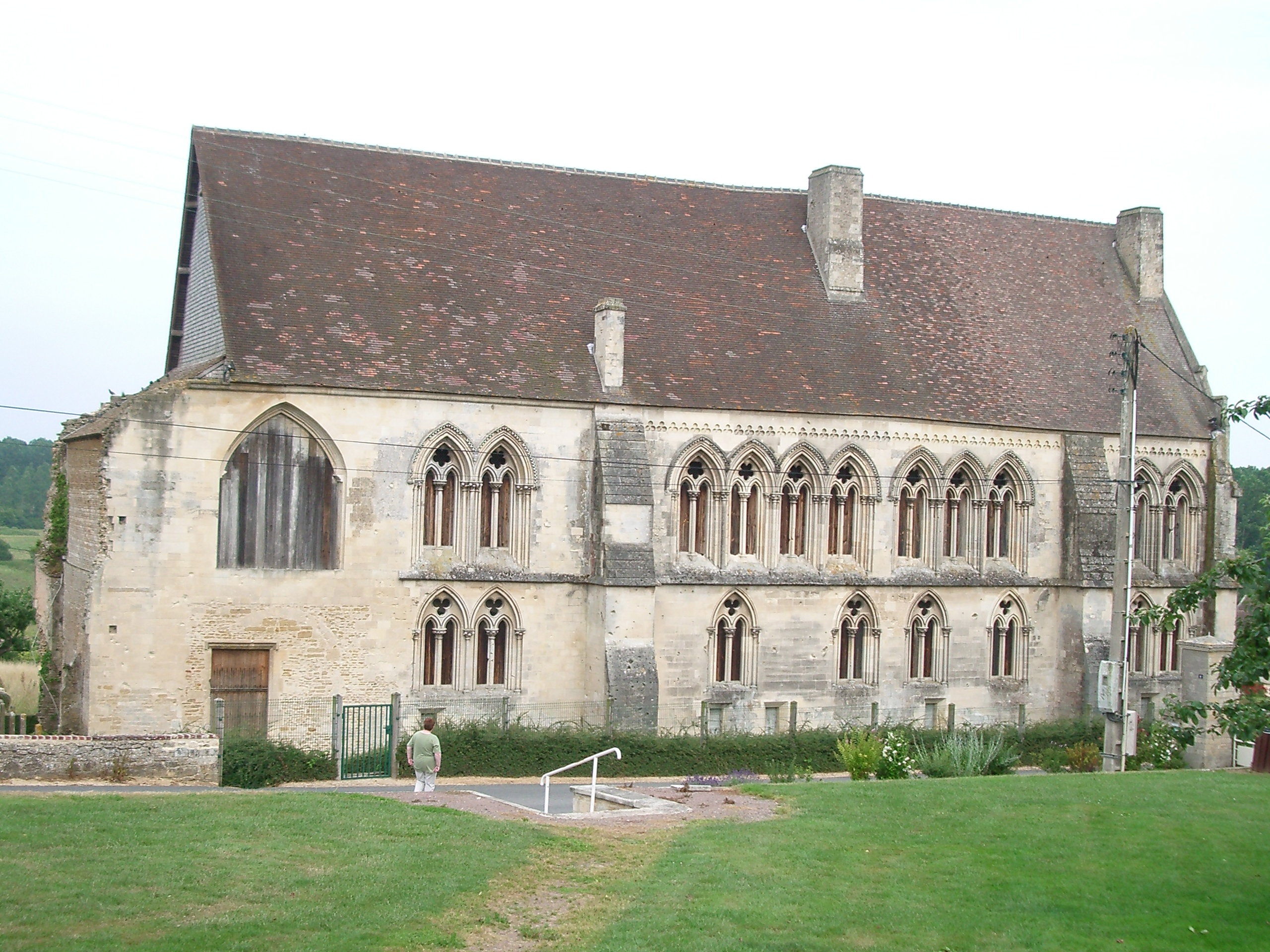
Аббатство Сен-Мартен